# The Chemical Record
The Chemical Record, abgekürzt Chem. Rec., ist eine wissenschaftliche Fachzeitschrift, die vom Wiley-VCH-Verlag im Auftrag der japanischen Chemischen Gesellschaft veröffentlicht wird. Derzeit erscheint die Zeitschrift mit sechs Ausgaben im Jahr. Es werden Artikel aus allen Bereichen der Chemie veröffentlicht.
Der Impact Factor lag im Jahr 2020 bei 6,771. Nach der Statistik des Web of Science wird das Journal mit diesem Impact Factor in der Kategorie Multidisziplinäre Chemie an 39. Stelle von 178 Zeitschriften geführt.